# Rio Curmătura (Costeşti)
O Rio Curmătura (Costeşti) é um rio da Romênia, afluente do Costeşti, localizado no distrito de Vâlcea.